# BEST of Kis-My-Ft2
「BEST of Kis-My-Ft2」（ベスト オブ キスマイフットツー）は、日本のアイドルグループ・Kis-My-Ft2の2作目のベスト・アルバム。2021年8月10日にavex traxより発売。

## 概要
デビュー10周年を記念したベストアルバム。今作のリリースは、2021年5月16日に開催された生配信ライブ「Kis-My-Ft2 LIVE TOUR 2021 HOME」最終公演のMC内で発表された。また、発売日はデビュー日に合わせて8月10日となっている。
全形態共通で、1stシングル「Everybody Go」から27thシングル「Luv Bias」までの全シングル表題曲34曲（両A面・トリプルA面も含む）に加え、10周年を記念した新曲「A10TION」を収録。
初回盤A/B、通常盤、セブンネット限定盤の4形態で発売。初回盤A特典CDにはシングル表題曲以外の人気投票上位15曲を収録。特典DVD/Blu-rayには過去にリリースしたMV47曲をメンバーによる副音声トーク付きで収録。初回盤B特典CDにはソロ/ユニット曲の厳選集に加え、ファン投票1位となった今作のための再レコーディング楽曲を収録。特典DVD/Blu-rayには新曲「A10TION」のMVとメイキング、ソロアングルのレコーディング映像を収録。通常盤にはボーナストラック「足音」が収録され、特典DVD/Blu-rayには過去のライブ映像からファン投票によって選ばれた28曲を収録。また、初回盤Aにはメッセージカード、初回盤Bには「Myフォトアルバム〜キスマイ道〜作成キット」、セブンネット限定盤には「キスマイ・タイムズ -3.2.1 Go!- (タブロイド紙風・歴代ポスター復刻版ほか)」とメンバートークボイス付きフォトカード7枚セット（予約特典のみ）が封入される。
さらに、CD発売日と同じ8月10日より、本作収録の全66曲（初回盤A/B各特典CD収録曲・通常盤ボーナストラックも含む）がLINE MUSICにて期間限定で独占サブスクリプション配信されている。自身の楽曲がストリーミングサービスで配信されるのは初の試みである。
初回盤Aのジャケット写真はデビューシングル「Everybody Go」のジャケットを再現したデザインとなっている。また、今作のロゴでは、4thアルバム「KIS-MY-WORLD」から9thアルバム「To-y2」までのタイトルロゴの頭文字を組み合わせて「Kis-My-Ft2」の文字を構成している。
2021年5月31日から8月9日までの11週にわたり、今作のティザー動画が毎週月曜日22時にYouTubeにてプレミア公開された。1週目から9週目までの動画では過去のアルバムのOvertureがBGMとして使用された。動画内では収録内容の詳細やジャケット写真など、アルバムの最新情報が公開された。
2023年8月31日をもって北山宏光が脱退しジャニーズ事務所を退所したため、7人体制では最後のベストアルバムとなった。

## チャート成績
2021年8月23日付のオリコン週間アルバムランキングにおいて、初週24.7万枚を売り上げ、初登場1位を獲得した。アルバムの初登場1位獲得は、1stアルバム『Kis-My-1st』から11作連続通算11作目となった。1stアルバムからの連続1位獲得作品数11はKAT-TUNと並んで歴代2位となっている。
2021年12月12日までに、累計28万1018枚を売り上げ、2021年の年間オリコンアルバムランキングで7位を獲得した。

## 収録内容
※はアルバム初収録曲。※※はオリジナルバージョンアルバム初収録曲。新曲・CD初収録曲を除く収録曲の詳細は各ページを参照。

### CD

#### Disc 1
1. A10TION（読み：アテンション[7]）[4:05]
作詞：Takuya Harada、作曲：Takuya Harada・Erik Lidbom・Christfer Erixon、編曲：鈴木雅也、Rap詞：KOMU
  - 新曲
  - 「セブンネットショッピング」CMソング[14]

2021年7月15日にavex公式YouTubeチャンネルでMVがプレミア公開された[15]。過去のミュージック・ビデオで用いられたセット、美術装飾品、キャスト、振付の一部などが50アイテム以上使用されている[16]。
2. Everybody Go [4:40]
  - 1stシングル
3. We never give up! [5:31]
  - 2ndシングル
4. SHE! HER! HER! [4:39]
  - 3rdシングル
5. WANNA BEEEE!!! [4:09]
  - 4thシングル「WANNA BEEEE!!!/Shake It Up」の1曲目
6. Shake It Up [4:18]
  - 4thシングルの2曲目
7. アイノビート -Dance ver.- [4:20]
  - 5thシングルのダンスバージョン
8. My Resistance -タシカナモノ- [4:55]
  - 6thシングル「My Resistance -タシカナモノ-/運命Girl」の1曲目
9. 運命Girl [4:10]
  - 6thシングルの2曲目
10. キ・ス・ウ・マ・イ 〜KISS YOUR MIND〜 [4:12]
  - 7thシングル「キ・ス・ウ・マ・イ 〜KISS YOUR MIND〜/S.O.S (Smile On Smile)」の1曲目
11. S.O.S (Smile On Smile) [4:10]
  - 7thシングルの2曲目
12. キミとのキセキ [4:43]
  - 8thシングル
13. SNOW DOMEの約束 [5:01]
  - 9thシングル「SNOW DOMEの約束/Luv Sick」の1曲目
14. Luv Sick [3:38]
  - 9thシングルの2曲目
15. 光のシグナル [4:25]
  - 10thシングル
16. Another Future [3:56]
  - 11thシングル
17. Thank youじゃん! [4:44]
  - 12thシングル

#### Disc 2
1. Kiss魂 [4:03]
  - 13thシングル
2. AAO [4:14]
  - 14thシングル
3. 最後もやっぱり君 [5:05]
  - 15thシングル
4. Gravity [4:15]
  - 16thシングル
5. Sha la la☆Summer Time [3:52]
  - 17thシングル
6. Tonight [4:02]
  - 18thシングル「INTER」の1曲目
7. 君のいる世界 [5:16]
  - 18thシングルの2曲目
8. SEVEN WISHES [4:28]
  - 18thシングルの3曲目
9. PICK IT UP [3:34]
  - 19thシングル
10. 赤い果実 [4:12]
  - 20thシングル
11. HOME※ [4:26]
  - スペシャルシングル「You&Me」の1曲目
12. L.O.V.E. [3:39]
  - 21stシングル「LOVE」表題曲
13. 君、僕。 [5:02]
  - 22ndシングル
14. 君を大好きだ [4:37]
  - 23rdシングル
15. HANDS UP [3:49]
  - 24thシングル
16. Edge of Days [3:56]
  - 25thシングル
17. ENDLESS SUMMER※ [4:20]
  - 26thシングル
18. Luv Bias※ [3:07]
  - 27thシングル
19. 足音 [3:16]
作詞：Ryohei Yamamoto、作曲：Storythella・Kleran Davis、編曲：Storythella
通常盤のみ収録。

### 特典CD

#### 初回盤A「ファン投票 BEST of 15 Tracks」
1. A.D.D.I.C.T. [3:43]
  - 8thアルバム「FREE HUGS!」収録曲
2. Black & White [3:20]
  - 2ndアルバム「Goodいくぜ!」収録曲
3. ETERNAL MIND※※ [3:43]
  - DVD「YOSHIO -new member-」初回生産限定盤特典CD収録曲
4. #1 Girl [3:34]
  - 8thアルバム収録曲
5. CHUDOKU [3:08]
  - 8thアルバム初回盤Bボーナストラック
6. I Scream Night [4:09]
  - 5thアルバム「I SCREAM」収録曲
7. Tell me why [3:35]
  - 1stアルバム「Kis-My-1st」通常盤ボーナストラック
8. if [4:51]
  - 4thアルバム「KIS-MY-WORLD」収録曲
9. Flamingo [3:25]
  - 5thアルバム収録曲
10. 負けないで※ [4:56]
  - 14thシングル通常盤カップリング
11. タナゴコロ※※ [3:56]
  - 8thシングルカップリング
12. MU-CHU-DE 恋してる [4:33]
  - 16thシングルカップリング
13. 感じるままに輝いて※ [4:44]
  - 11thシングル3rd Anniversary盤カップリング
14. Good-bye, Thank you [5:09]
  - 1stアルバム初回生産限定盤B特典CD「Kis-My-Zero」収録曲
15. Re: [4:51]
  - 5thアルバム収録曲

#### 初回盤B「ソロ&ユニット厳選集 + ファン投票第1位 再レコーディング楽曲」
1. DON'T WANNA DIE [4:36] - 北山宏光
  - 8thアルバム通常盤収録曲
2. Exit [3:06] - 千賀健永
作詞：白井裕紀、作曲：太田雅友、編曲：川端良征
  - 2006年オリジナル楽曲[17]。本作で初CD化[要出典]。
3. ヲタクだったってIt's Alright! [4:24] - 宮田俊哉
  - 5thアルバム完全生産限定4cups盤収録曲
4. ワッター弁当 [3:12] - 横尾渉
  - 5thアルバム完全生産限定4cups盤収録曲
5. MARIA [2:27] - 藤ヶ谷太輔
作詞・作曲：飯岡隆志、編曲：吉岡たく
  - 2006年オリジナル楽曲。本作で初CD化[要出典]。
6. Love Story [3:32] - 玉森裕太
  - 8thアルバム通常盤収録曲
7. はぐすた [2:58] - 二階堂高嗣
  - 8thアルバム通常盤収録曲
8. REAL ME [3:14] - 北山宏光・藤ヶ谷太輔
  - 7thアルバム「Yummy!!」収録曲
9. Happy Birthday※ [1:35] - 北山宏光・二階堂高嗣
  - 21stシングル通常盤カップリング
10. 70億分の2※ [3:31] - 二階堂高嗣・千賀健永
  - 17thシングル初回生産限定盤Bカップリング
11. ConneXion※ [3:46] - 藤ヶ谷太輔・千賀健永・横尾渉
  - 21stシングル通常盤カップリング
12. Touch※ [4:03] - 藤ヶ谷太輔・玉森裕太
  - 17thシングル通常盤カップリング
13. 星に願いを※ [4:52] - 玉森裕太・宮田俊哉
  - 21stシングル通常盤カップリング
14. 棚からぼたもち [3:27] - 舞祭組
  - 舞祭組 1stシングル
15. Good-bye, Thank you 2021 [5:14]
  - 1stアルバム初回生産限定盤B特典CD収録曲の再録バージョン

### DVD/Blu-ray

#### 初回盤A
- 過去にリリースした楽曲のミュージック・ビデオ集
- 全曲メンバー副音声トークを収録。

##### Disc 1
1. Everybody Go
2. We never give up!
3. SHE! HER! HER!
4. FIRE BEAT
5. 祈り
6. WANNA BEEEE!!!
7. Shake It Up
8. アイノビート -Dance ver.-
9. My Resistance -タシカナモノ-
10. 運命Girl
11. キ・ス・ウ・マ・イ 〜KISS YOUR MIND〜 -Story ver.-
12. S.O.S (Smile On Smile)
13. キミとのキセキ
14. タナゴコロ
15. SNOW DOMEの約束
16. Luv Sick
17. 光のシグナル
18. Seven Journey
19. 3.6.5
20. Another Future
21. Perfect World
22. Thank youじゃん!

##### Disc 2
1. Kiss魂
2. Brand New World
3. AAO
4. 最後もやっぱり君
5. Gravity
6. YES! I SCREAM
7. Sha la la☆Summer Time
8. Tonight
9. 君のいる世界
10. EXPLODE
11. PICK IT UP
12. 赤い果実 -Short Movie-
13. L.O.V.E.
14. Because I Love You -Dance Edition-
15. 君、僕。
16. 君を大好きだ
17. HUG & WALK
18. HANDS UP
19. 永遠結び -Lip ver.-
20. Edge of Days
21. Mr.FRESH
22. To Yours
23. ENDLESS SUMMER
24. Positive Man
25. Luv Bias

-Epilogue-

#### 初回盤B
1. 「A10TION」Music Video
2. 「A10TION」Music Video&ジャケット撮影メイキングドキュメント
3. 「Good-bye, Thank you 2021」レコーディングMOVIE（ソロアングル×7）
  1. 北山宏光
  2. 千賀健永
  3. 宮田俊哉
  4. 横尾渉
  5. 藤ヶ谷太輔
  6. 玉森裕太
  7. 二階堂高嗣

#### 通常盤「ファン投票 BEST of LIVE SETLIST」
※は初Blu-ray化映像。
- 全曲メンバー副音声トークを収録。

1. FIRE BEAT
  - 1stライブ・ビデオ「Kis-My-Ftに逢えるde Show vol.3 at 国立代々木第一体育館 2011.2.12」収録映像
2. Hair
  - 1stライブ・ビデオ収録映像

MC 〜デビュー発表〜
  - 1stライブ・ビデオ収録映像
3. Everybody Go
  - 2ndライブ・ビデオ「Kis-My-Ft2 Debut Tour 2011 Everybody Go at 横浜アリーナ 2011.7.31」収録映像
4. S.O.KISS
  - 2ndライブ・ビデオ収録映像
5. Girl is mine
  - 3rdライブ・ビデオ「Kis-My-Ft2 Kis-My-MiNT Tour at 東京ドーム 2012.4.8」収録映像
6. Tell me why
  - 3rdライブ・ビデオ収録映像
7. Kis-My-Calling!※
  - 4thライブ・ビデオ「SNOW DOMEの約束 IN TOKYO DOME 2013.11.16」初回生産限定盤特典DVD「Kis-My-Ft2 Good Live Tour いくぜ! at 横浜アリーナ 2013.7.28」収録映像
8. Forza!※ - 玉森裕太 with 横尾渉・宮田俊哉・二階堂高嗣・千賀健永
  - 4thライブ・ビデオ初回生産限定盤特典DVD収録映像
9. Black & White
  - 4thライブ・ビデオ収録映像
10. SNOW DOMEの約束
  - 4thライブ・ビデオ収録映像
11. ダイスキデス
  - 5thライブ・ビデオ「2014Concert Tour『Kis-My-Journey』」収録映像
12. FIRE!!! - 北山宏光・藤ヶ谷太輔
  - 5thライブ・ビデオ収録映像
13. if
  - 6thライブ・ビデオ「2015 CONCERT TOUR 『KIS-MY-WORLD』」収録映像
14. ETERNAL MIND
  - 6thライブ・ビデオ収録映像
15. Winter Lover※
  - 6thライブ・ビデオ通常盤特典DVD「新春Kis-My-福袋 〜今年もよろしくThank youじゃん!〜」収録映像
16. Good night※
  - 6thライブ・ビデオ通常盤特典DVD収録映像
17. Re:
  - 7thライブ・ビデオ「CONCERT TOUR 2016 I SCREAM」収録映像
18. I Scream Night
  - 7thライブ・ビデオ収録映像
19. VersuS
  - 8thライブ・ビデオ「LIVE TOUR 2017 MUSIC COLOSSEUM」収録映像
20. One Kiss
  - 8thライブ・ビデオ収録映像
21. Break The Chains
  - 9thライブ・ビデオ「LIVE TOUR 2018 Yummy!! you&me」収録映像
22. 蜃気楼
  - 9thライブ・ビデオ収録映像
23. Still song for you※
  - 23rdシングルEXTRA盤特典DVD「LIVE TOUR 2018 YOU&ME Extra Yummy!!」収録映像
24. 星に願いを※ - 玉森裕太・宮田俊哉
  - 23rdシングルEXTRA盤特典DVD収録映像
25. A.D.D.I.C.T.
  - 10thライブ・ビデオ「LIVE TOUR 2019 FREE HUGS!」収録映像
26. CHUDOKU
  - 10thライブ・ビデオ収録映像
27. COUNT 7EVEN
  - 11thライブ・ビデオ「Kis-My-Ft2 LIVE TOUR 2020 To-y2」収録映像
28. MAHARAJA
  - 11thライブ・ビデオ収録映像

-Epilogue-

## ファン投票ランキング

### アルバム/カップリング曲投票上位15曲
1. A.D.D.I.C.T.
2. #1 Girl
3. Re:
4. CHUDOKU
5. Tell me why
6. I Scream Night
7. if
8. 負けないで
9. Flamingo
10. タナゴコロ
11. Good-bye, Thank you
12. ETERNAL MIND
13. MU-CHU-DE 恋してる
14. Black & White
15. 感じるままに輝いて

### 再レコーディング楽曲投票上位10曲
1. Good-bye, Thank you
2. Kis-My-Calling!
3. Hair
4. 祈り
5. Tell me why
6. Smile
7. Everybody Go
8. 雨
9. 3D Girl
10. Re:

## 収録作品
※新曲・CD初収録曲についてのみ記述。それ以外の楽曲については各ページを参照。
| 楽曲タイトル | 収録                 | 収録                                                                   |
| ------------ | -------------------- | ---------------------------------------------------------------------- |
| A10TION      | CDアルバム           | 『BEST of Kis-My-Ft2』                                                 |
| A10TION      | ミュージック・ビデオ | 『BEST of Kis-My-Ft2』〈初回盤B〉                                      |
| A10TION      | ライブ映像           | 『Two as One』〈ファンクラブ限定盤〉 （Kis-My-Ftに逢えるde Show 2022） |
| A10TION      | ライブ映像           | 『Kis-My-Ftに逢えるde Show 2022 in DOME』                              |
| 足音         | CDアルバム           | 『BEST of Kis-My-Ft2』〈通常盤〉                                       |
| 足音         | ライブ映像           | 『Two as One』〈ファンクラブ限定盤〉 （Kis-My-Ftに逢えるde Show 2022） |
| 足音         | ライブ映像           | 『Kis-My-Ftに逢えるde Show 2022 in DOME』                              |
| Exit         | ライブ映像           | 『Kis-My-Ftに逢えるde Show vol.3 at 国立代々木第一体育館 2011.2.12』   |
| Exit         | ライブ映像           | 『Kis-My-Ft2 Debut Tour 2011 Everybody Go at 横浜アリーナ 2011.7.31』  |
| Exit         | CDアルバム           | 『BEST of Kis-My-Ft2』〈初回盤B〉                                      |
| MARIA        | CDアルバム           | 『BEST of Kis-My-Ft2』〈初回盤B〉                                      |